# CE Júpiter
CE Júpiter is een Spaanse voetbalclub uit het district Sant Martí van Barcelona. De club speelt in de Territorial Preferente, de tweede Catalaanse amateurdivisie. Thuisstadion is het Camp de la Verneda.

## Geschiedenis
CE Júpiter werd op 12 mei 1909 opgericht en de club werd vijfmaal kampioen van de Campionat de Catalunya de Segona Categoria (1917, 1925, 1928, 1929, 1937).

## Bekende spelers
- Luis Miguel Carrión
- Joaquim Rifé